# Archakebia
Archakebia es un género con una sola especies de plantas de flores perteneciente a la familia Lardizabalaceae. 

## Especie única
- Archakebia apetala (Q.Xia, J.Z.Sun & Z.X.Peng) C.Y.Wu, T.C.Chen & H.N.Qin, Acta Phytotax. Sin., 33: 240, 1995.